# Royal Albert Dock
El Royal Albert Dock es un complejo de muelles y almacenes situado en Liverpool (Reino Unido). Diseñado por Jesse Hartley y Philip Hardwick, fue inaugurado en 1846 y fue la primera estructura del Reino Unido construida con hierro fundido, ladrillos y piedra, sin madera estructural. Como consecuencia, fue el primer sistema de almacenes resistente al fuego del mundo. Era conocido simplemente como Albert Dock hasta 2018, cuando le concedieron una Carta Real y se añadió a su nombre el título honorífico Royal.
En el momento de su construcción el diseño del complejo se consideró revolucionario porque los barcos eran cargados y descargados directamente desde los muelles. Dos años después de su inauguración se instalaron en él las primeras grúas hidráulicas del mundo. Debido a su diseño abierto pero a la vez seguro, se convirtió en un lugar habitual de depósito de mercancías valiosas como brandy, algodón, té, seda, tabaco, marfil y azúcar. Sin embargo, pese a su diseño avanzado, el rápido desarrollo de la tecnología de navegación hizo que, en cincuenta años, se necesitaran muelles más grandes y abiertos, aunque el Albert Dock siguió siendo valioso como depósito de mercancías.
Durante la Segunda Guerra Mundial, el muelle fue requisado por el Almirantazgo y sirvió como base para los barcos de la Flota Atlántica Británica. El complejo fue dañado en los bombardeos aéreos de Liverpool, especialmente durante el Blitz de mayo de 1941. Tras la guerra, los problemas financieros de los propietarios y la decadencia general de los muelles de la ciudad hicieron que el futuro del Albert Dock fuera incierto. Se elaboraron numerosos proyectos para la reconversión de los edificios pero ninguno se materializó, y en 1972 el muelle cerró definitivamente. Después de haber estado abandonado durante casi diez años, en 1981 empezó la restauración del muelle, tras la creación de la Merseyside Development Corporation, y el Albert Dock fue reinaugurado oficialmente en 1984.
En la actualidad el Royal Albert Dock es una importante atracción turística de la ciudad y la atracción multiusos más visitada del Reino Unido fuera de Londres. Es un componente esencial de la Ciudad Marítima y Mercantil de Liverpool, designada Patrimonio de la Humanidad por la Unesco, y comprende la mayor colección individual de monumentos clasificados de grado I del Reino Unido.

## Historia

### Grandiosos comienzos

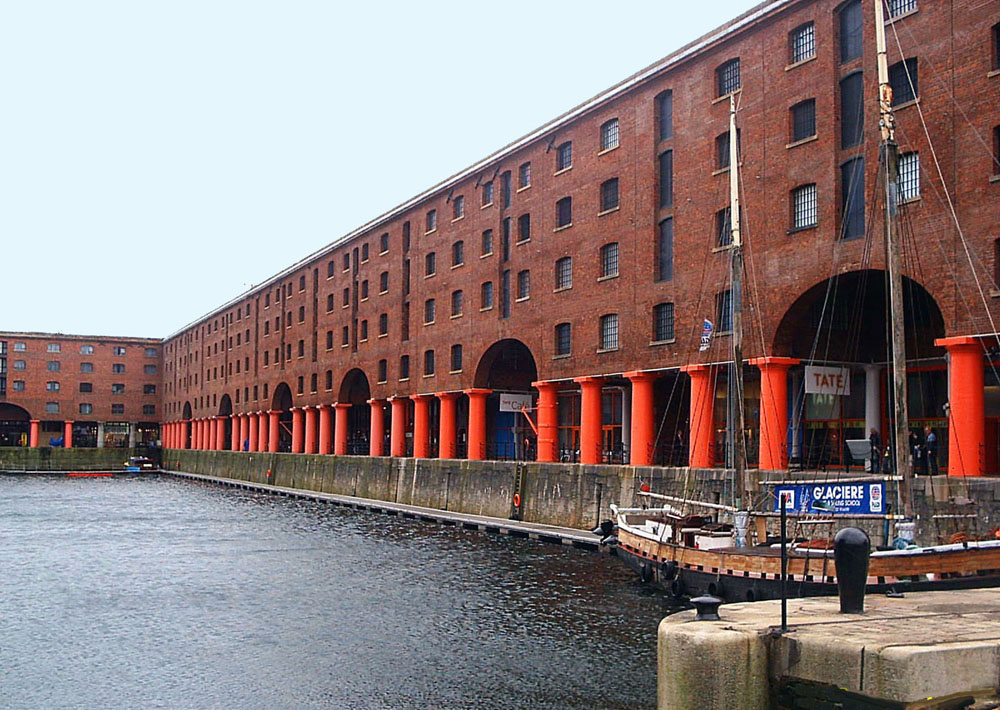
El diseño del Albert Dock permitía a los barcos atracar y ser cargados y descargados directamente desde los almacenes.

La historia del Albert Dock se remonta a 1837, cuando Jesse Hartley empezó la elaboración de proyectos para un sistema combinado de muelles y almacenes. Los proyectos elaborados por Hartley y el ingeniero civil Philip Hardwick para el Albert Dock fueron considerados en la época bastante «radicales», dado que contemplaban que los barcos fueran cargados y descargados directamente desde los almacenes. Sin embargo, esta idea no era nueva, y desde la promulgación de la Ley de Almacenamiento (Warehousing Act) de 1803 se había aprobado legislación que permitía que se realizaran esta clase de proyectos. El concepto se usó efectivamente por primera vez en la construcción del St. Katharine's Dock de Londres, que fue inaugurado en 1828. Como parte del proceso de desarrollo, Hartley estaba ansioso por probar la resistencia al fuego de cualquier diseño particular construyendo una estructura ficticia de 5,5 m x 3 m, que llenaba con madera y alquitrán, y prendiéndole fuego. Tras probar varios diseños estructurales se decidió por una combinación de hierro fundido, ladrillo, arenisca y granito. En 1839 se solicitó la licencia de obras, pero no fue hasta 1841 cuando se permitió que empezara la construcción, después de que el Parlamento aprobara una ley autorizando el diseño del muelle.

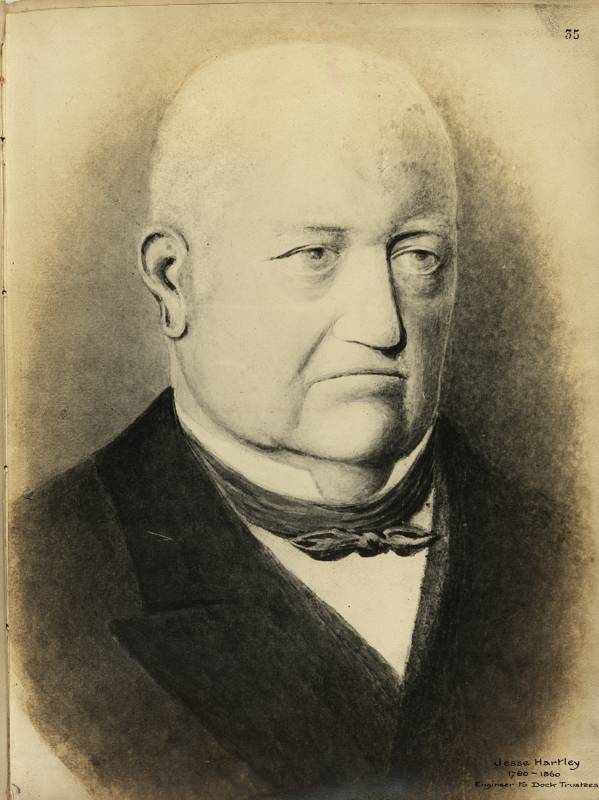
Jesse Hartley.

La parcela escogida para construir el muelle estaba bordeada por el Salthouse Dock al este, el canal de entrada al Canning Dock al norte y el Duke's Dock al sur. Los terrenos destinados al proyecto tuvieron que ser limpiados: cincuenta y nueve inquilinos fueron desalojados y se demolieron numerosos edificios, incluido un pub, varias casas y el astillero del fideicomisario del muelle. Tras la limpieza de estos terrenos, tanto el Salthouse Dock como el Canning Dock fueron drenados para permitir que se construyeran pasos de entrada hacia el Albert Dock, mientras que cientos de obreros trabajaron para excavar la cuenca del muelle y construir el nuevo muro de contención del río. La cuenca del muelle fue completada en febrero de 1845, permitiendo que entraran los primeros barcos en el Albert Dock, aunque como los almacenes estaban todavía en construcción únicamente podían atracar.
El complejo fue inaugurado oficialmente en 1846 por el príncipe Alberto, esposo de la reina Victoria y la persona en honor a quien recibió su nombre. Este evento fue la primera ocasión en la historia de Liverpool en la que un miembro de la familia real hizo una visita oficial a la ciudad y por ello fue festejada con importantes celebraciones. Varios miles de personas acudieron a la visita real y el periódico The Pictorial Times describió la recepción que recibió el príncipe Alberto:

Su recepción fue muy entusiasta: se construyeron balcones a lo largo del recorrido de la procesión, y estos y las ventanas de las casas se llenaron de fiestas alegres y animadas. Hubo un brillantísimo despliegue de banderas, pancartas, etc. Toda la actividad comercial estaba suspendida. Había doscientos mil forasteros en la ciudad, y todos los habitantes estaban en las calles. Todo era alegría y esplendor.

El príncipe fue llevado en un recorrido procesional por la ciudad, que incluyó una visita al ayuntamiento, donde se pronunció el discurso real, antes de partir a bordo de un ferry hacia el lado de Cheshire del río Mersey y posteriormente hacia el norte hasta el Albert Dock. De nuevo, esta fase del recorrido se llenó de espectadores y The Pictorial Times describió la entrada del príncipe en el Albert Dock:

Desde el lado de Cheshire del río el príncipe cruzó al lado de Liverpool, y volvió a la línea de muelles en medio de los aplausos de los miles de personas que se habían congregado y el rugido de la artillería. La vista era realmente magnífica: todos los barcos en los muelles estaban decorados con los colores más alegres y el río estaba abarrotado de barcos llenos de gente. A las dos y media el príncipe entró en el muelle, donde se habían reunido dos mil damas y caballeros, la élite de la ciudad, que aplaudieron con entusiasmo. Su Alteza Real devolvió los aplausos, y para gratificar a la multitud navegó alrededor del muelle.

Aunque la inauguración oficial tuvo lugar en 1846, la construcción del Albert Dock no se completó totalmente hasta 1847. En 1848 se construyó una nueva oficina del muelle y se instaló un sistema de grúas hidráulicas, el primero de su clase en el mundo. Durante la siguiente década se añadieron varios edificios más, incluidas casas para el maestro del muelle, su asistente y el superintendente de los almacenes y un tonelero. Los almacenes del muelle también fueron ampliados para satisfacer la creciente demanda uniendo los extremos este y oeste del bloque sur.

### Cambio de suerte y papel en la Segunda Guerra Mundial

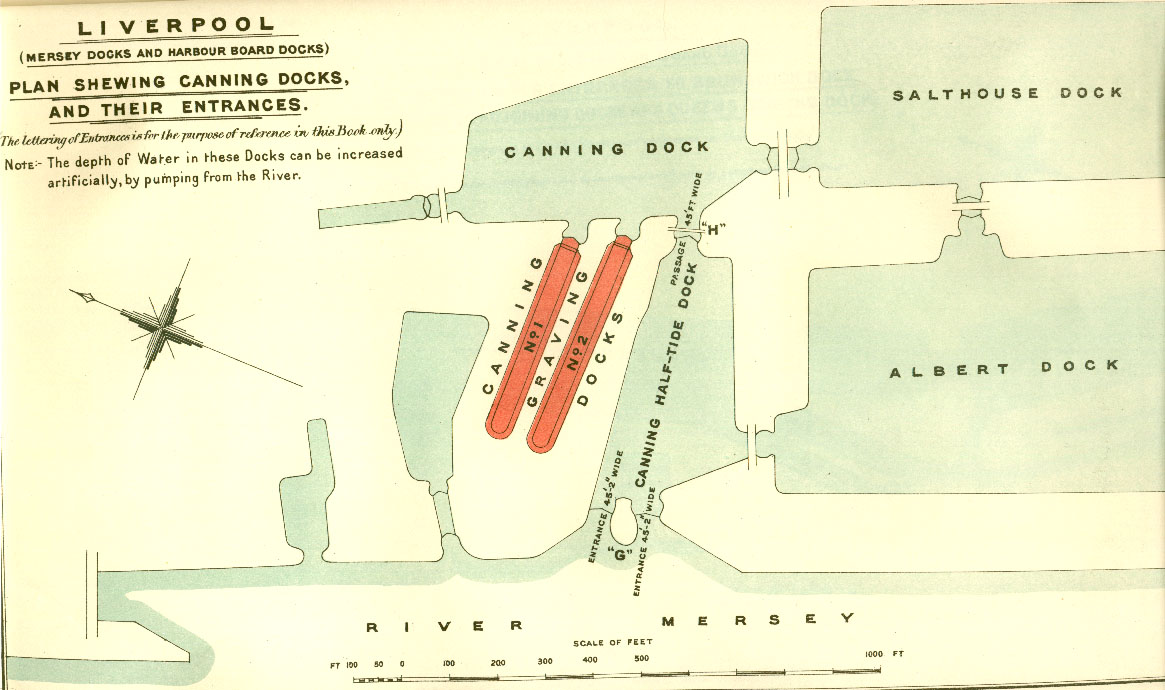
Los muelles y astilleros de Liverpool en 1909.

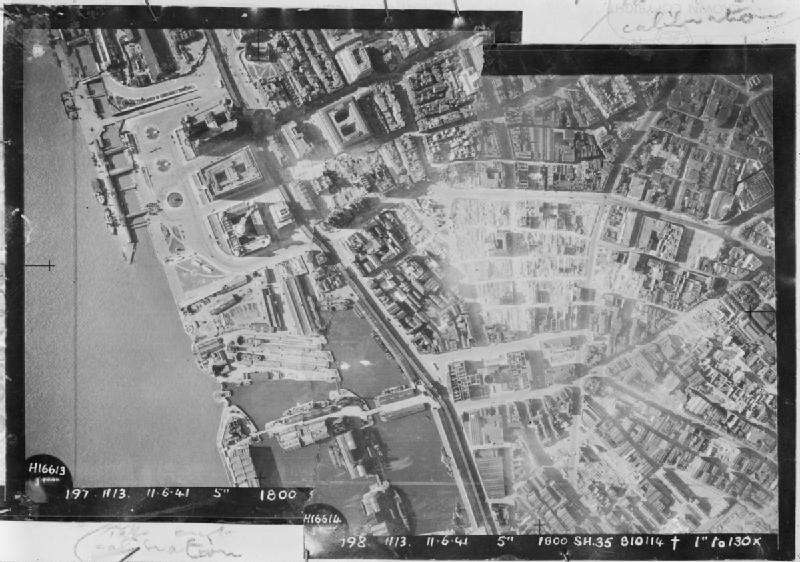
Reconocimiento aéreo de Liverpool en junio de 1941, mostrando los daños causados por los bombardeos.

El diseño cerrado del Albert Dock y la carga y descarga directa de las mercancías desde los almacenes hicieron que el complejo fuera más seguro que otros muelles de Liverpool. Como consecuencia, se convirtió en un lugar habitual de depósito de mercancías valiosas como brandy, algodón, té, seda, tabaco, marfil y azúcar. Al mismo tiempo, su apertura a la luz natural y la buena ventilación de los almacenes hicieron que se pudieran mantener frescos durante mayor tiempo bienes naturales como el cáñamo o el azúcar. El muelle llegó a dominar el comercio de Liverpool con el Extremo Oriente: pasaban por él más del 90 % de las importaciones de seda procedentes de China y generaba la mitad de los ingresos comerciales procedentes del Extremo Oriente.
Pese a la gran prosperidad que el muelle otorgó a la ciudad, veinte años después de su construcción el Albert Dock empezó a tener dificultades. Diseñado para manejar barcos de vela de hasta 1000 toneladas, a principios del siglo xx solo el 7 % de los barcos que entraban en el Puerto de Liverpool eran veleros. El desarrollo de los barcos de vapor a finales del siglo xix hizo que pronto el muelle simplemente no fuera suficientemente grande, dado que sus estrechas entradas impedían que entraran en él barcos más grandes. La falta de espacio junto a los muelles también se estaba convirtiendo en un problema. Generalmente los barcos de vapor podían ser cargados y descargados mucho más rápidamente que los barcos de vela, y en un cruel giro del destino los almacenes junto al muelle que una vez hicieron que el Albert Dock fuera tan atractivo ahora estaban obstaculizando su desarrollo. No obstante, el Albert Dock siguió siendo una parte integral del sistema de muelles de Liverpool y en 1878 se construyó una estación de bombeo como parte de una remodelación que convirtió la mayoría de las grúas a uso hidráulico, mientras que en 1899 parte del bloque norte fue adaptada para permitir la producción de hielo y el almacenamiento en frío.
En la década de 1920 prácticamente había cesado toda la actividad de navegación comercial en el muelle, aunque sus almacenes permanecieron en uso para el almacenamiento de mercancías transportadas por barcaza, carretera o ferrocarril. El estallido de la Segunda Guerra Mundial en 1939 hizo que el Albert Dock fuera requisado por el Almirantazgo y usado como base para la Flota Atlántica Británica, incluidos submarinos, pequeños buques de guerra y lanchas de desembarco. Durante la guerra el muelle fue dañado en varias ocasiones, incluido un bombardeo aéreo en 1940 que dañó los barcos que había dentro de él, y más destructivamente durante el Blitz de mayo de 1941, cuando los bombardeos alemanes causaron importantes daños en el bloque suroeste. Al final de la guerra casi el 15 % de la superficie del Albert Dock estaba fuera de uso debido a los daños causados por las bombas.

### Decadencia en la posguerra
Tras el final de la Segunda Guerra Mundial el futuro del Albert Dock parecía poco prometedor. La propietaria del muelle, la Mersey Docks and Harbour Board (MDHB), estaba atravesando una crisis financiera y decidió no reparar los daños causados por las bombas durante la guerra, adoptando una actitud de «si no está roto no lo arreglamos, y si está roto seguimos sin arreglarlo». En esa misma época, el cambio de la orientación geopolítica hacia Europa, junto con la llegada de la contenedorización, hicieron que todos los muelles de Liverpool sufrieran al aparecer nuevos puertos más modernos en otros lugares del Reino Unido. No obstante, el valor arquitectónico y tecnológico de los muelles fue reconocido en 1952, cuando el Albert Dock fue catalogado como monumento clasificado de grado I.
Pese a este reconocimiento, las crecientes deudas de la MDHB hicieron que en la década de 1960 la empresa estuviera ansiosa por deshacerse del Albert Dock. Tras considerar demoler los edificios y reurbanizar el terreno, la MDHB inició negociaciones para vender el terreno a Oldham Estates, una promotora inmobiliaria propiedad de Harry Hyams. Se desarrollaron numerosos proyectos para la parcela, incluido uno que preveía el desarrollo de una miniciudad que proporcionaría un millón de metros cuadrados de espacio de alquiler, hoteles, restaurantes, bares y un aparcamiento subterráneo en la cuenca del muelle, que sería drenada. Debido a que el ayuntamiento se mostró reacio a permitir que se realizara un proyecto tan «grandioso» y a la intensa oposición pública que suscitó, Oldham Estates se vio obligada a reducir la escala del proyecto y en 1970 presentó un nuevo proyecto conocido como Aquarius City, que tenía como pieza central a un rascacielos de cuarenta y cuatro plantas. Una vez más, el proyecto no se materializó, y en cuanto se anunció que los problemas financieros de la MDHB habían alcanzaron un punto de crisis, Oldham Estates retiró su depósito y todo el proyecto se derrumbó.

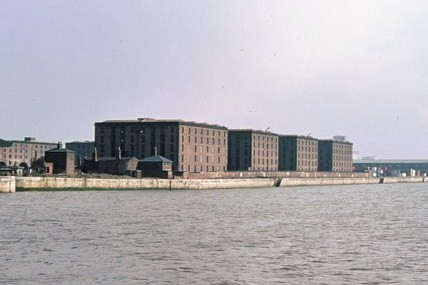
El Albert Dock visto desde el río Mersey en 1979.

Con la MDHB al borde de la bancarrota se tomó la decisión de cerrar y vender todo el sistema de muelles del sur de la ciudad. Los almacenes fueron vaciados y en 1972 el Albert Dock cerró definitivamente. También se abrieron las puertas del Brunswick Dock, que separaban el sistema de muelles del sur del río Mersey, permitiendo así los movimientos de las mareas dentro de los muelles, con lo que empezó el proceso de obstrucción de los muelles con cieno contaminado con aguas residuales. En muchos sentidos, al igual que la construcción del Albert Dock había simbolizado la prosperidad de Liverpool en la época, su decadencia tras la Segunda Guerra Mundial simbolizó el derrumbe de la economía local en su conjunto.
A principios de la década de 1970 continuaron apareciendo proyectos para la reurbanización de la parcela del Albert Dock y en general de todo el sistema de muelles del sur. Muchos de estos proyectos eran bastante extremos, incluida la sugerencia del Ayuntamiento de Liverpool de usar la cuenca del muelle como un vertedero. Sin embargo, la Mersey Docks and Harbour Company (MDHC), la reencarnación de la entonces extinta Mersey Docks and Harbour Board, consideraba que podía conseguir más dinero rellenando la cuenca del muelle con arena y vendiéndola como terrenos urbanizables. Un proyecto que fue tomado más en serio era la idea de que se convirtiera en la nueva sede del Politécnico de Liverpool (actual Universidad John Moores). El gobierno incluso estaba dispuesto a proporcionar 3 millones de libras en financiación, pero al igual que tantos otros proyectos este también se quedó por el camino.
La creación del Merseyside County Council (MCC) en 1974 alentó nuevas esperanzas sobre la reurbanización del Albert Dock, y el MCC le otorgó una alta prioridad. Pronto se iniciaron negociaciones con la MDHC y en 1979 alcanzaron un acuerdo para hacerse cargo de la gestión de los muelles del sur. Pese a este aparente paso adelante, las disputas políticas entre la MDHC (la propietaria del muelle), el Ayuntamiento de Liverpool (la autoridad de urbanismo local) y el MCC (el nuevo responsable de renovar los muelles) continuaron impidiendo la realización de cualquier proyecto. Harto de las luchas internas, el gobierno conservador recientemente elegido, liderado por Margaret Thatcher, decidió que la ciudad era incapaz de manejar las iniciativas de regeneración por sí sola, y bajo la dirección del Ministro de Merseyside Michael Heseltine, fundó la Merseyside Development Corporation en 1981 para que asumiera la responsabilidad de regenerar los muelles del sur de Liverpool.

### La MDC y la regeneración del Albert Dock
La creación de la Merseyside Development Corporation (MDC) en 1981 formaba parte de una nueva iniciativa lanzada por el entonces gobierno conservador, que decidió regenerar unos 3,2 km² de los muelles del sur de Liverpool usando la inversión pública para crear infraestructuras en una zona que entonces podría ser usada para atraer inversión privada. La MDC no era directamente responsable de los programas de renovación urbana, sino que actuaba como punta de lanza, guiando todo el proceso de desarrollo. Inmediatamente después de su creación, presentó una estrategia inicial para la zona que otorgaba una alta prioridad a restaurar los edificios que pudieran ser restaurados y demoler el resto, restaurando el régimen hídrico del sistema de muelles (incluida la retirada de hasta 12 m de cieno) y el paisajismo. Como parte de la estrategia se lanzaron dos proyectos insignia: la reconversión de una parcela en la Otterspool Promenade para que albergara el International Garden Festival y la regeneración del Albert Dock.
En 1982 la MDC inició negociaciones con la promotora londinense Arrowcroft para conseguir la tan necesaria inversión del sector privado. En una visita a la parcela, el presidente de Arrowcroft, Leonard Eppel, afirmó que los edificios «le hablaron» y tras su vuelta a Londres se propuso persuadir al consejo de administración de la empresa para que asumieran el proyecto. En septiembre de 1983 se firmó un acuerdo entre Arrowcroft plc y la MDC, que condujo a la creación de la Albert Dock Company, que ahora podía empezar el proceso de regenerar el Albert Dock.

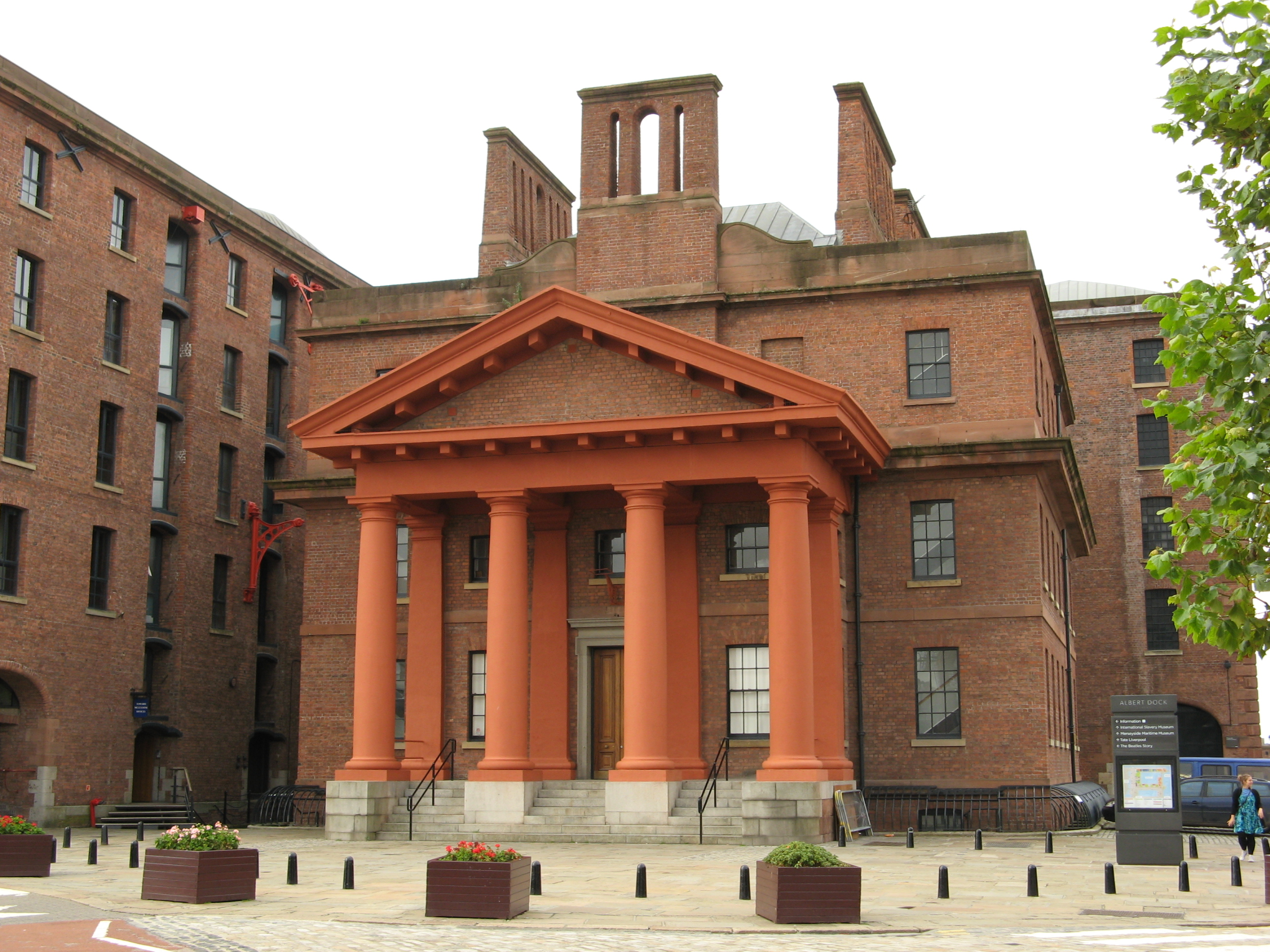
La antigua oficina del muelle fue durante muchos años la sede de la Granada Television en Liverpool.

Una de las prioridades de la regeneración era la restauración de los muelles, que se habían deteriorado rápidamente desde que se habían dejado abiertas las puertas del Brunswick Dock: se retiró el cieno contaminado de la cuenca del muelle, se sustituyeron las puertas del muelle, se restauraron los puentes y se repararon los muros de contención. La Albert Dock Company designó a Tarmac Construction para que renovara los almacenes del muelle y reparara el daño causado por las bombas durante la guerra. Los estudios estructurales realizados por la MDC descubrieron que la albañilería y los cimientos estaban en muy buenas condiciones, y se consideró un testimonio de la estricta calidad de construcción del diseño de Hartley que un edificio de casi ciento cincuenta años de antigüedad estuviera en un estado tan bueno.
Las obras en el Albert Dock avanzaron con rapidez y el recientemente renovado Edward Pavilion (antiguo bloque noreste) estaba listo a tiempo para la regata de veleros de mástiles altos de 1984. La regata fue un gran éxito para la ciudad, que recibió más de un millón de visitantes en un periodo de cuatro días, 160 000 de los cuales visitaron el Albert Dock. En total se estima que los dos proyectos insignia de regeneración de la MDC, la regata de veleros de mástiles altos y el International Garden Festival, atrajeron más de 3.5 millones de visitantes a Liverpool en 1984. Ese mismo año, se completó la renovación de la oficina de tráfico del muelle, que fue equipada y alquilada a Granada Television.
Estimulado por el éxito de la regata y el International Garden Festival, Arrowcroft persistió con la renovación del Albert Dock. Tras el éxito de la remodelación del Edward Pavilion, pronto la empresa empezó con los pabellones Britannia y Atlantic (los antiguos bloques sur y sureste), el último de los cuales exigió importantes reparaciones estructurales debido al daño causado por las bombas durante la Segunda Guerra Mundial. En 1986 el Museo Marítimo de Merseyside completó su traslado al Albert Dock, aunque había trasladado algunas exposiciones al edificio en 1984. El museo, desarrollado por el MCC, se encontraba previamente en el edificio de navegación costera y en un cobertizo de salvamento cercano. En 1986 también empezaron las obras en el mayor de los almacenes del muelle, el Colonnades (antiguo bloque oeste). Se crearon tiendas en la planta baja, espacios de oficinas en el entresuelo y apartamentos en el resto de plantas. Los primeros treinta y siete de estos apartamentos se completaron en 1988 y la velocidad a la que se vendieron fue comparada con un «día de rebajas en Harrods».

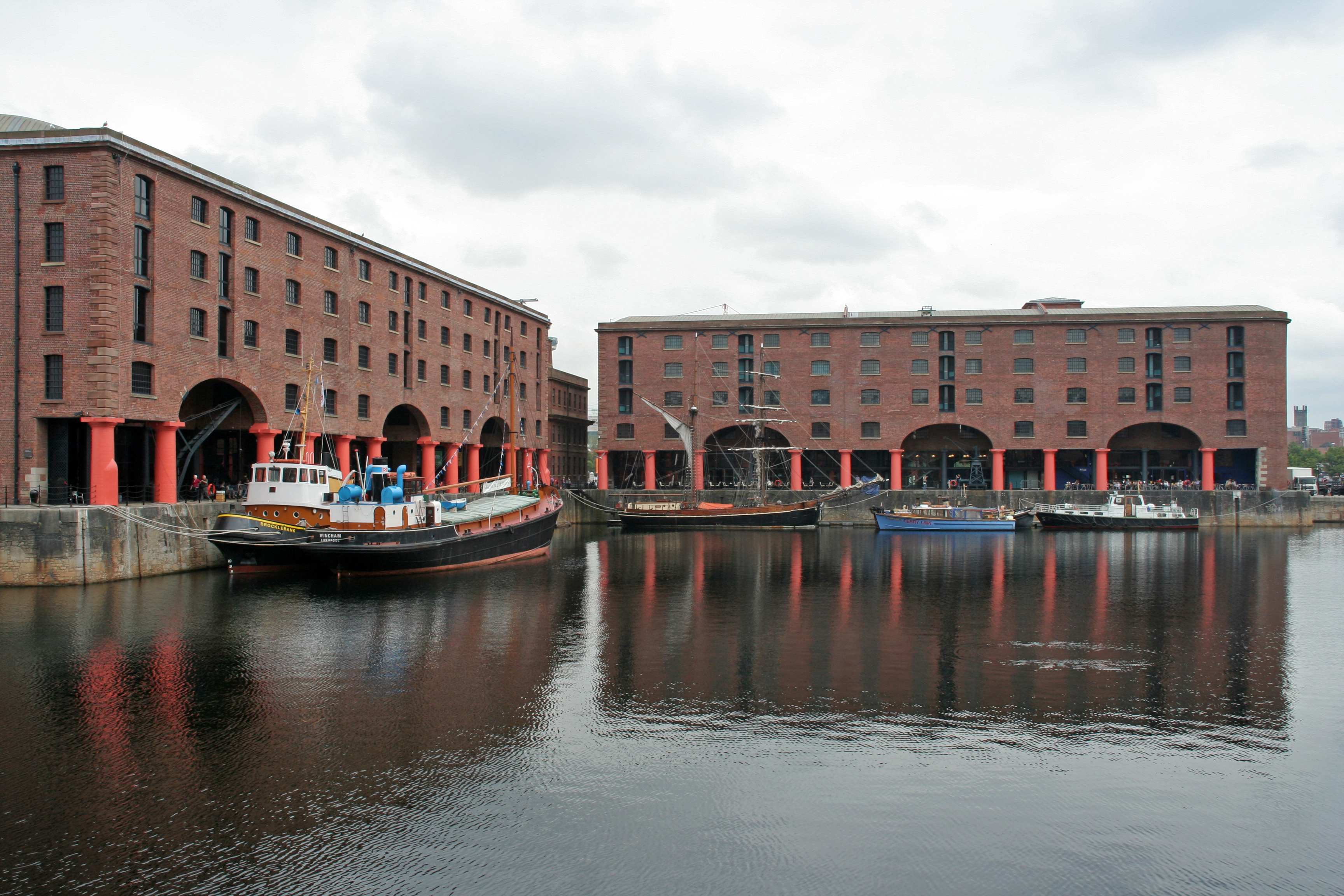
El Albert Dock en 2008.

El Albert Dock fue reinaugurado oficialmente en 1988 por el príncipe Carlos de Gales, chozno del príncipe Alberto, la persona que había inaugurado originalmente los muelles. La reinauguración fue programada para que coincidiera con la inauguración del recientemente finalizado Tate Liverpool, que fue apodado el «Tate del norte» y en la época era el único fuera de Londres. La decisión de establecer una galería Tate en Liverpool fue considerada un gran éxito para la ciudad, dado que hizo que albergara la colección nacional de arte moderno en el norte de Inglaterra.
En 1988, el programa de televisión matutino de la ITV This Morning, presentado por Richard Madeley y Judy Finnigan, empezó a emitirse desde un estudio situado en el Albert Dock. En este programa, el «hombre del tiempo» Fred Talbot usaba un mapa flotante de las islas británicas colocado en la cuenca del muelle para comunicar el pronóstico. Dos años más tarde, en 1990, abrió sus puertas el museo The Beatles Story, la única atracción turística sobre los Beatles del Reino Unido.
Durante toda la década de 1990 continuó el desarrollo del complejo, incluido el establecimiento de un nuevo hotel y la conversión del espacio vacío para su uso por empresas más grandes como Telewest (actual Virgin Media). Finalmente, en 2003, unos veintidós años después de que empezara la renovación del Albert Dock, el último espacio sin desarrollar que quedaba fue puesto en uso con la inauguración de un nuevo hotel Premier Lodge en el pabellón Britannia.
En previsión del 175.º aniversario del muelle en 2021, sus propietarios solicitaron una Carta Real. En un evento celebrado el 6 de junio de 2018 en el Tate Liverpool se entregó la Carta Real. El muelle pasó a ser conocido formalmente como Royal Albert Dock Liverpool, para evitar su confusión con el Royal Albert Dock de Londres.

## Diseño y construcción
Cuando fue construido, el Albert Dock se consideró un complejo de muelles vanguardista. Construido casi completamente con hierro fundido, piedra y ladrillo, el Albert Dock fue diseñado para ser resistente al fuego, y tras su finalización se convirtió en el primer sistema de almacenes resistente al fuego del mundo. Proporcionaba 120 000 m² de espacio de almacenes y su cuenca tenía una superficie de 31 000 m² de agua. En su construcción se usaron más de 23 millones de ladrillos y 47 000 toneladas de mortero. En total costó 782 265 libras (equivalentes a unos 76.1 millones de libras de la actualidad), mientras que en 2004 se estimó que su valor era de 230 millones de libras.
El diseño del edificio combina muchas técnicas de construcción ordinarias con lo que en la época se consideraron soluciones radicales. Los almacenes están sostenidos por grandes muros de carga cuyo grosor oscila entre unos 90 cm en la base y 50 cm en la cuarta planta. Uno de los elementos arquitectónicos más avanzados es el uso de cubiertas de piel tensionada, que en la época de su construcción eran prácticamente desconocidas. Unas enormes armaduras de hierro se cruzan con placas de hierro forjado galvanizado con remaches, que crean una forma similar a un casco de barco volcado, que soporta la cubierta. Las plantas de los almacenes están sostenidas por grandes columnas de hierro y los espacios eran considerados «muy flexibles», dado que se podían añadir nuevas ventanas, escaleras y ascensores sin riesgos para la integridad estructural del edificio.

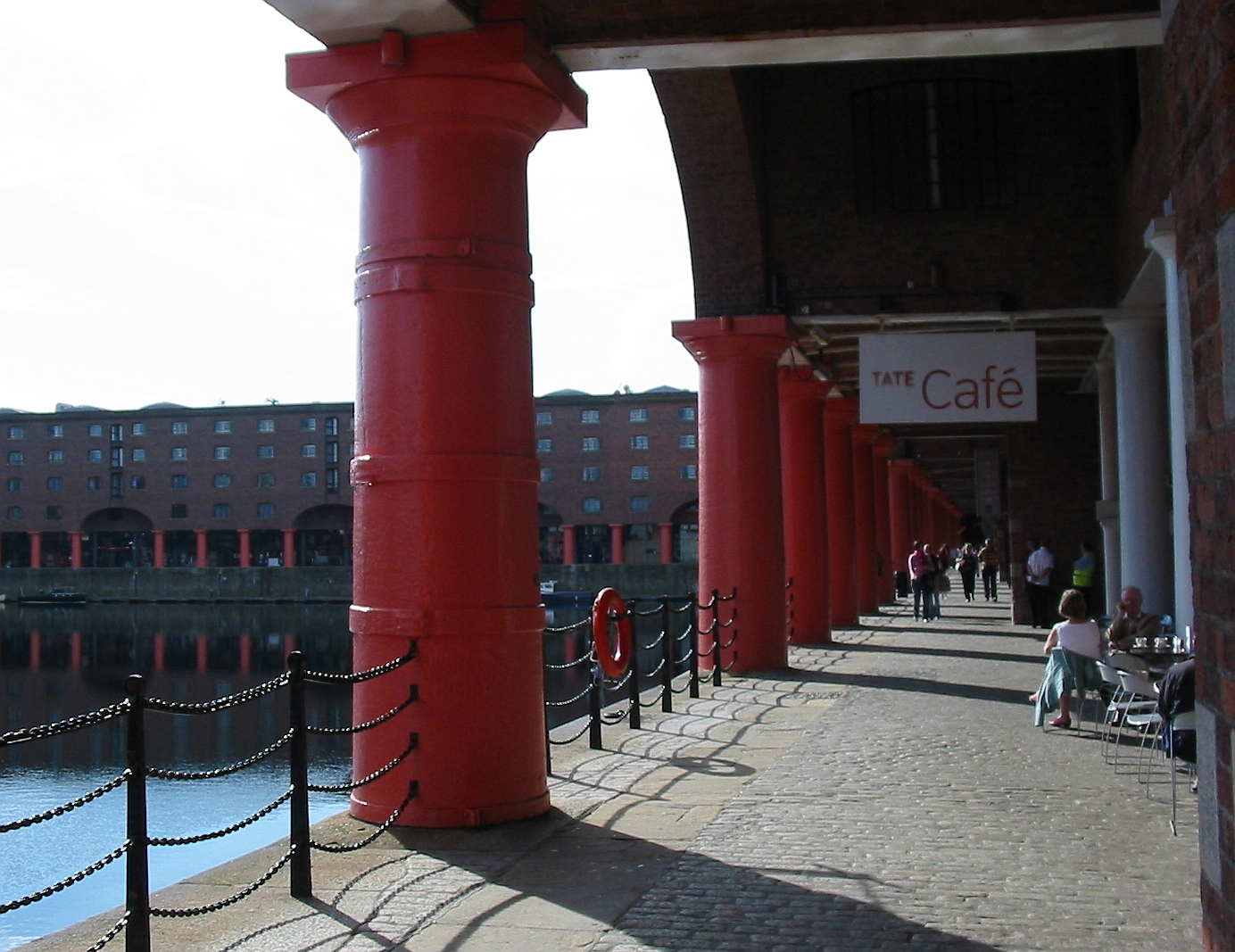
Enormes columnas de hierro fundido rodean los muelles del Albert Dock y ayudan a sostener el edificio.

El diseño avanzado abarca mucho más de lo que puede verse desde el suelo. Las estructuras están libres de madera, pero sus cimientos contienen 13 729 pilotes de madera, que se extenderían 77 km si fueran colocados de extremo a extremo. Se necesitaron unos cimientos tan resistentes debido a que los terrenos donde se construyó fueron ganados al río Mersey. Dada la naturaleza de «arenas movedizas» del cieno de las mareas del Mersey, los pilotes fueron necesarios para proporcionar la máxima estabilidad. La consecuencia de que el muelle se construyera donde se construyó es que los bloques norte y oeste (actualmente Museo Marítimo de Merseyside y Colonnades) suben y bajan con cada marea.
Uno de los elementos más notables del Albert Dock son las enormes columnas de hierro fundido que bordean el muelle. Con una altura de 4,6 m y una circunferencia de casi 4 m, las columnas están basadas en el orden dórico de la arquitectura griega. La decisión de Hartley de usar hierro fundido era una decisión económica, dado que en la época era más barato que el granito. No obstante, debido a los enormes muros de contención del muelle, la construcción del Albert Dock necesitó tanto granito que el fideicomisario del muelle tuvo que abrir su propia mina en Kirkcudbrightshire (Escocia). La calidad de los materiales de construcción usados y el gran tamaño del complejo se consideran una potente ilustración de la gran prosperidad que el Puerto de Liverpool otorgó a la ciudad en la época. El estilo del edificio ha sido descrito como «clasicismo ciclópeo».

## El Albert Dock en la actualidad

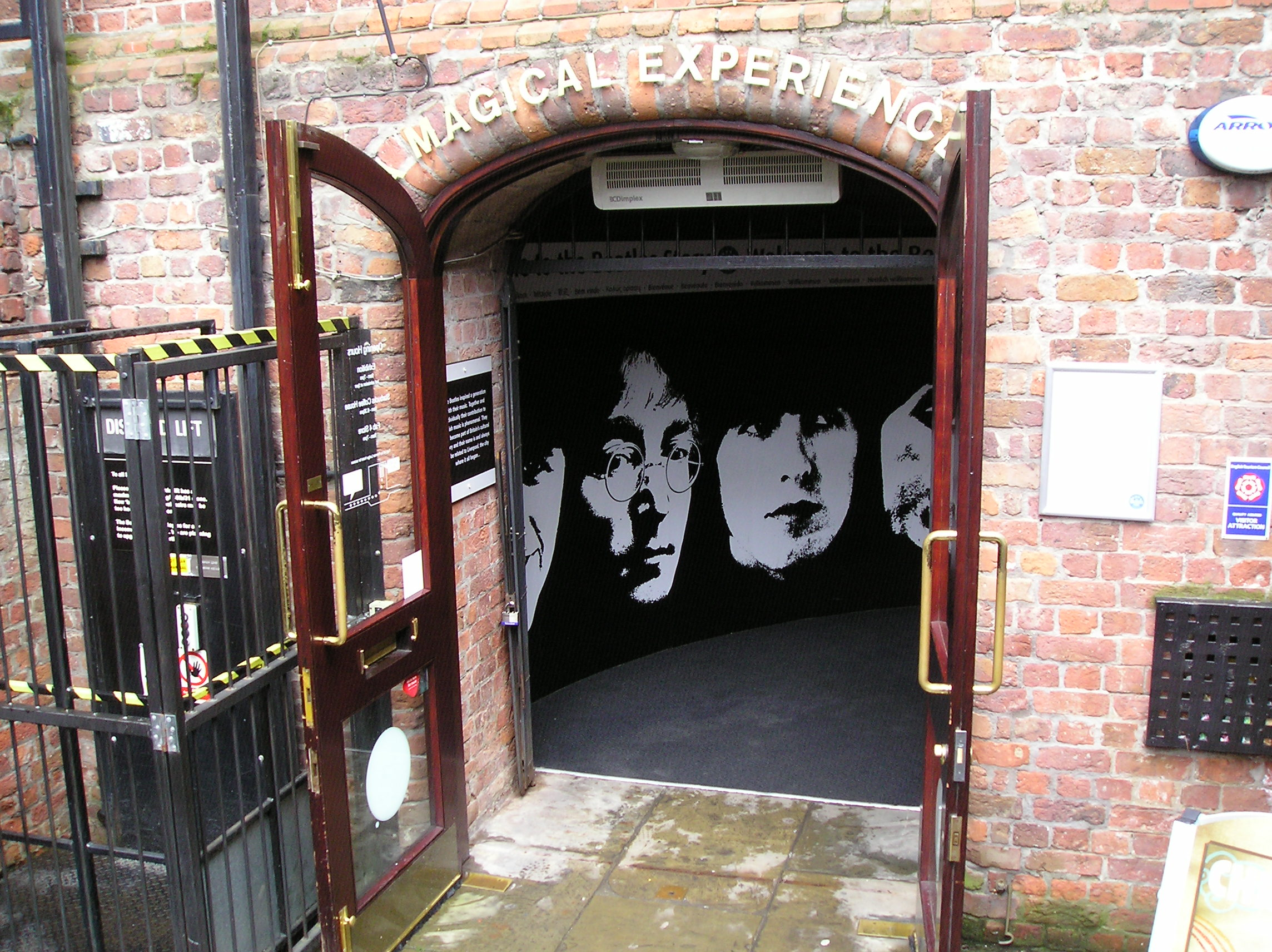
Entrada al museo The Beatles Story.

En la actualidad el Albert Dock es una de las atracciones turísticas más importantes de Liverpool y un componente fundamental de la Ciudad Marítima y Mercantil de Liverpool, declarada Patrimonio de la Humanidad por la Unesco. Además de ser la atracción turística número uno de Liverpool, el Albert Dock también es la atracción multiusos más visitada del Reino Unido fuera de Londres, con más de cuatro millones de visitantes al año. Entre las numerosas atracciones del Albert Dock están el Museo Marítimo de Merseyside, The Beatles Story y el Tate Liverpool. También alberga dos hoteles: un Holiday Inn y un Premier Inn, ambos situados en el pabellón Britannia. Los cinco almacenes que rodean el muelle, designados con las letras A, B, C, D y E, son monumentos clasificados de grado I. La antigua oficina de tráfico del muelle también es un monumento clasificado de grado I. Otros edificios que rodean el muelle son monumentos clasificados de grado II: la antigua estación hidráulica de bombeo y el puente giratorio que conduce del muelle a Pier Head.
Tras la regeneración del muelle en la década de 1980 se adoptó una política para tratar de atraer comerciantes a las nuevas instalaciones. Sin embargo, tras muchos años de lucha para competir con otras importantes zonas comerciales de la ciudad, la Albert Dock Company Ltd. anunció en 2007 un cambio en su estrategia para tratar de atraer más bares y restaurantes. En 2008, entre los bares y restaurantes que se encontraban en el Albert Dock estaban Maray, Panam Bar & Restaurant, Revolution Bar y Whats Cooking?